# Teleta
Teleta is een geslacht van vlinders van de familie bladrollers (Tortricidae), uit de onderfamilie Olethreutinae.

## Soorten
- T. talaris (Durrant, 1915)
- T. xanthogastra (Meyrick, 1921)